# Bollullos de la Mitación
Bollullos de la Mitación település Spanyolországban, Sevilla tartományban. Bollullos de la Mitación Almensilla, La Puebla del Río, Aznalcázar, Umbrete, Benacazón, Espartinas, Bormujos, Mairena del Aljarafe és Gelves községekkel határos. Lakosainak száma 11 251 fő (2024).

## Népesség
A település népessége az elmúlt években az alábbi módon változott:
| Lakosok száma | 5156 | 6062 | 7729 | 8849 | 9756 | 10 031 | 10 512 | 10 787 | 11 136 | 11 251 |
|               | 2001 | 2004 | 2007 | 2009 | 2012 | 2014   | 2017   | 2019   | 2022   | 2024   |